# سيات إكسيو
سيات إكسيو (بالإنجليزية: SEAT Exeo)‏ هي سيارة من تصنيع شركة سيات.

## مرجع
1. ↑  
"Ultimatecarpage.com -". مؤرشف من الأصل في 2019-06-03. اطلع عليه بتاريخ 2014-03-26.